# Sloviansk (P190)
Le Sloviansk (P190) (ukrainien : «Слов'янськ») est un navire de patrouille de classe Island mis en service en 2019 dans la marine ukrainienne qui a été construit à l'origine pour la Garde côtière des États-Unis.

## Historique
Le navire a été construit au chantier naval Bollinger Shipyards (en), en Louisiane, au printemps 1988 et mis en service comme USCGC Cushing (WPB-1321) le 4 août 1988, à la base de l' U.S. Coast Guard de Mobile, en Alabama. Il avait son port d'attache à Atlantic Beach, en Caroline du Nord.
Le 8 mars 2017, il a été mis hors service avec le Nantucket en Caroline du Nord. Deux navires de classe Sentinelle (en) les remplaceront.
Le 27 septembre 2018, la propriété de l'USCGC Cushing et de l'USCGC Drummond a été officiellement transférée en Ukraine, après leur retraite. Les deux navires ont été expédiés en tant que cargaison de pont, et sont arrivés à Odessa le 21 octobre 2019.
Le bateau de patrouille a été renommé d'après la ville de Sloviansk, dans l'Oblast de Donetsk. Ce nom perpétue la mémoire des défenseurs tombés de l'Ukraine, natifs de cette ville.[réf. nécessaire]
Lors de l'invasion de l'Ukraine, il est coulé le 3 mars 2022 par un avion russe.

## Galerie

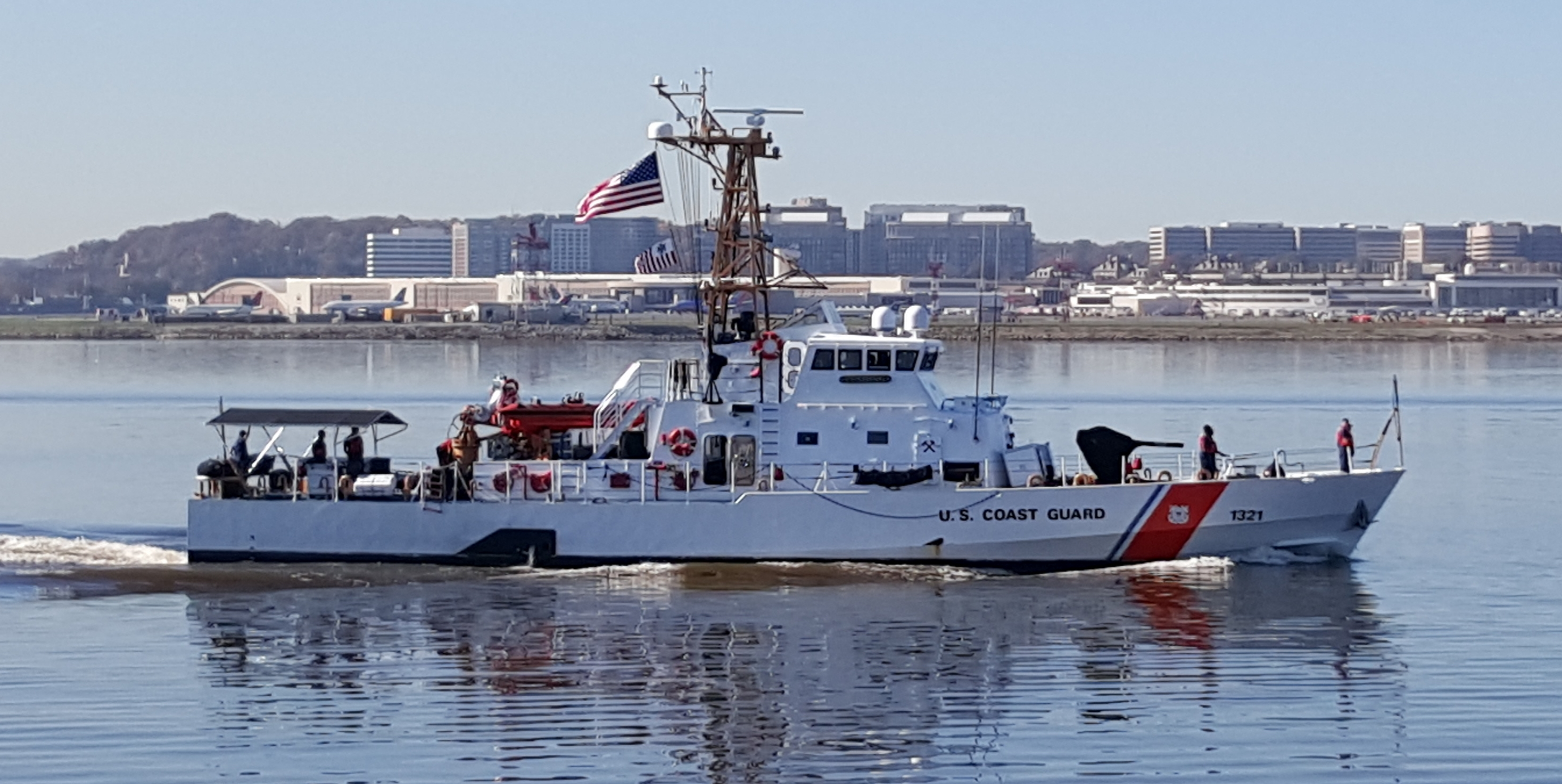
L'USCGC Cushing en 2015.
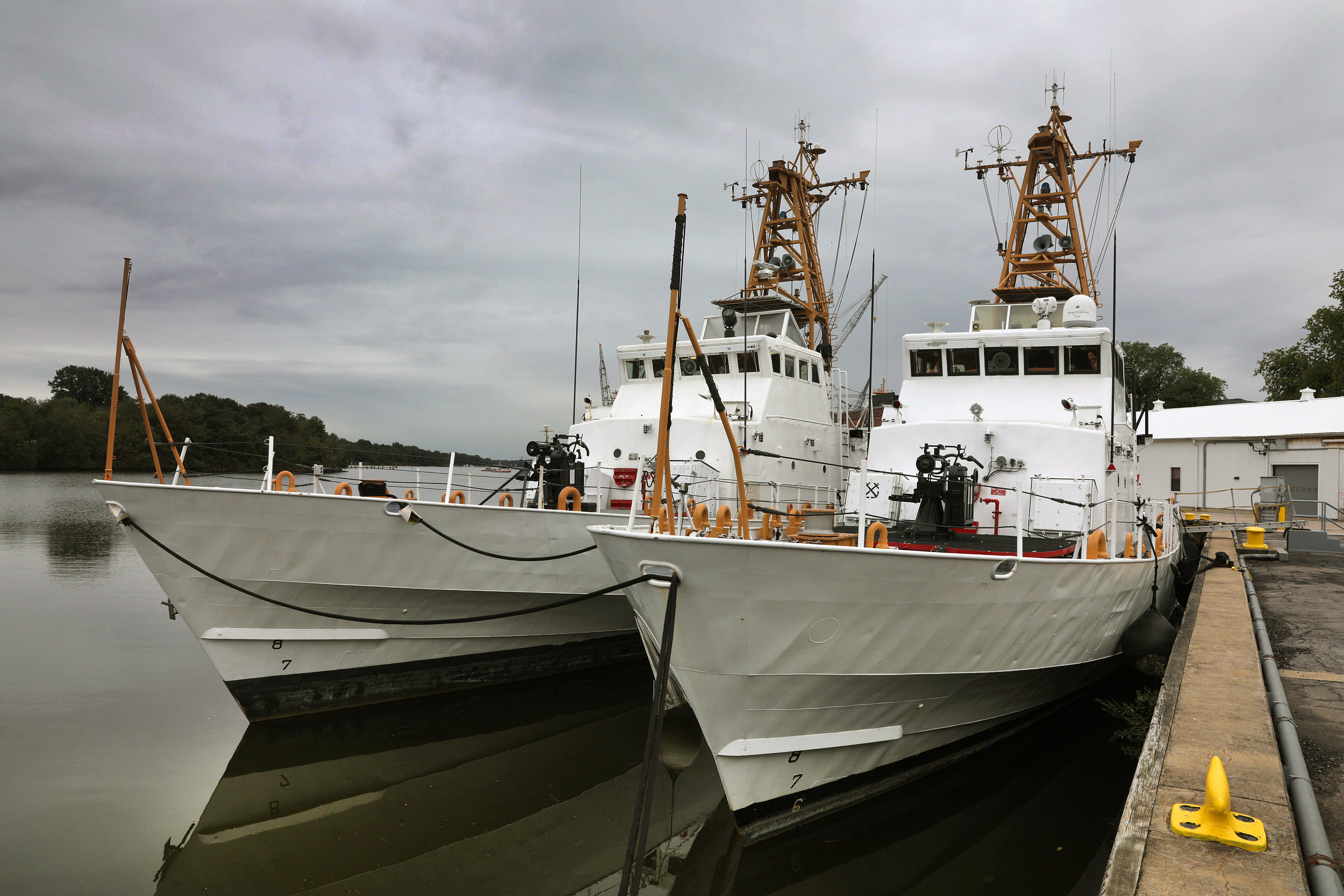
Les futurs Sloviansk et Starobilsk en 2018.
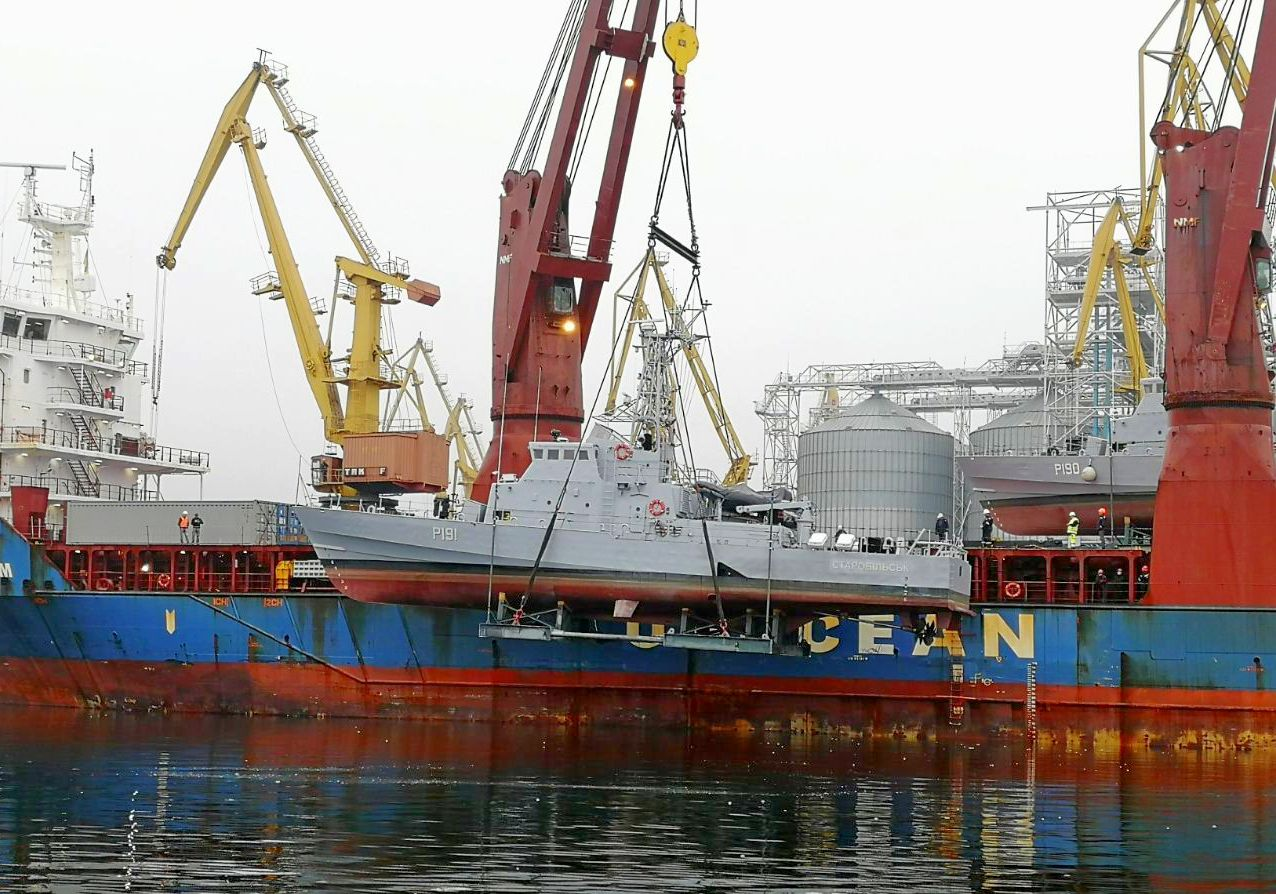
Arrivée à Odessa en 2019.
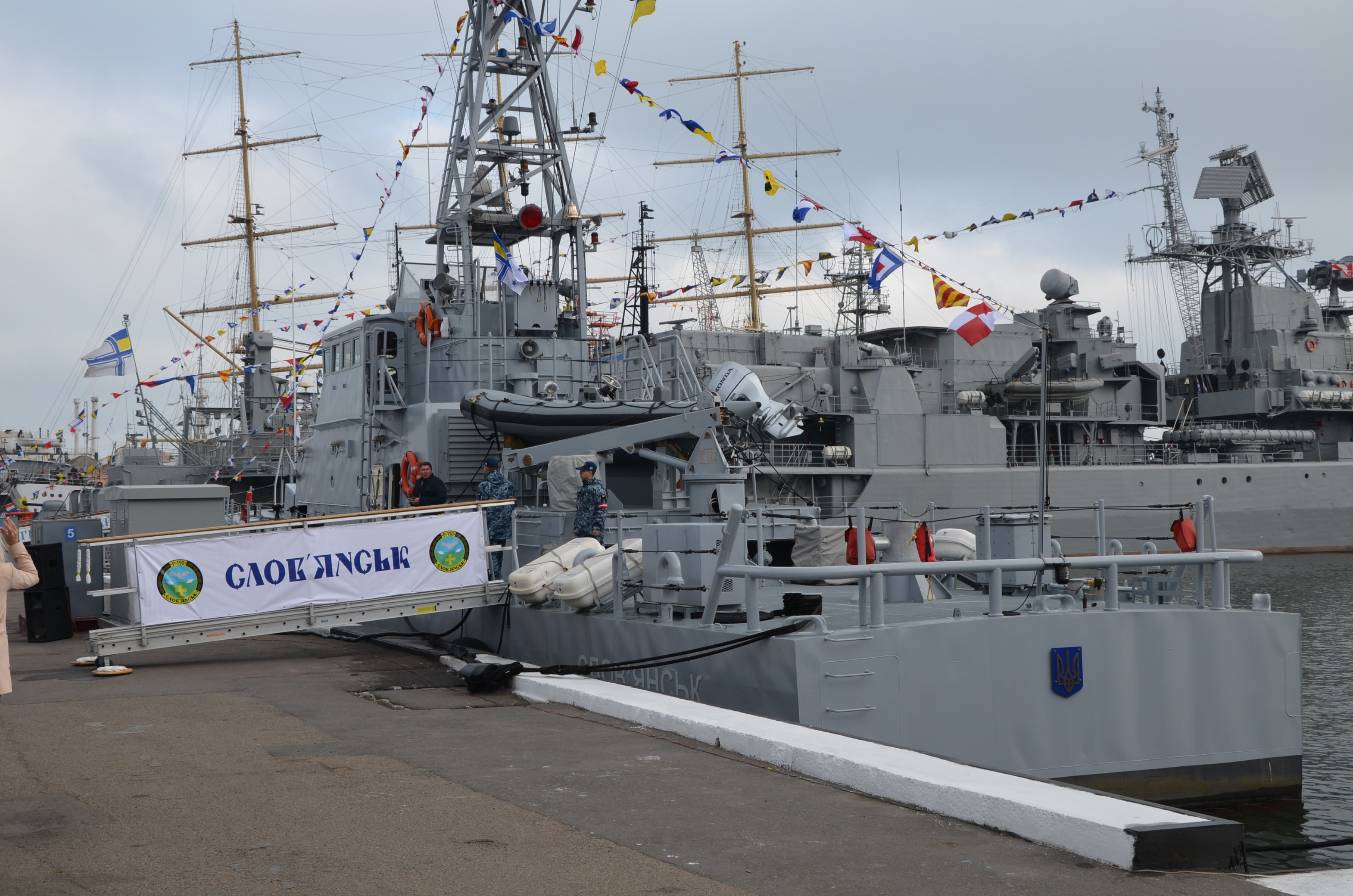
Le P190 Sloviansk en 2019.
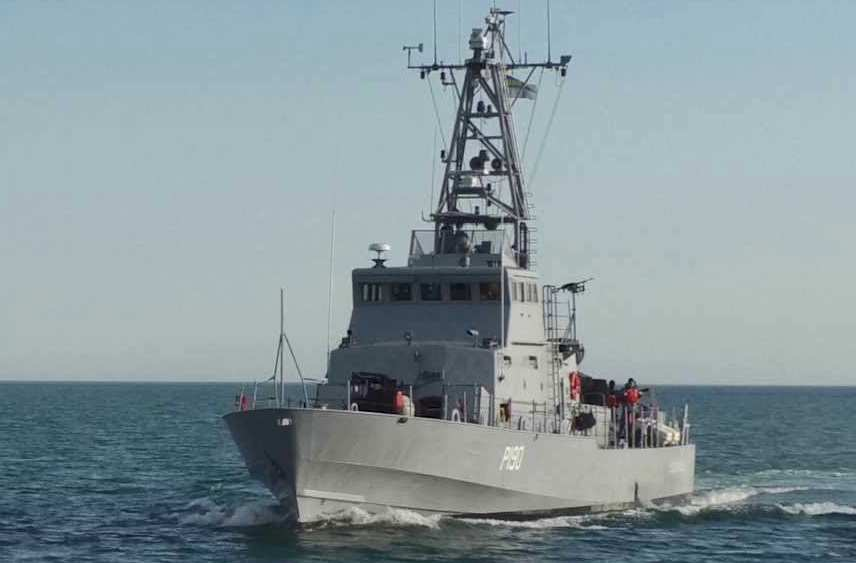
Le Sloviansk en 2020.